# Глёймбайр
Глёймбайр ('klœympair, буквально «Весёлый Хутор») — город и старая церковная деревня в исландском муниципалитете Скагафьордюр.

## География
Глёймбайр находится примерно в 20 км от одноименного фьорда к северу от Вармахлид.

## История
Основание фермы Глёймбайр, вероятно, связано с возвращением из Северной Америки пары исландских первооткрывателей Торфинна Карлсефни и Гудрид Торбьярнардоттир, которые предприняли попытку колонизации Ньюфаундленда в 11-м в., основав поселение в местности, названной Винланд. Согласно Саге о гренландцах, церковь в посёлке построил их сын Снорри Торфиннссон, которому было три года, когда семья приехала в эту местность. Вернувшись из Рима после паломничества, Гудрид провела здесь остаток своей жизни в отшельничестве.
Их купеческая семья, должно быть, была очень богатой благодаря торговле с Гренландией (моржовая кость и другие подобные материалы). Дочь Снорри, Халлфрид, стала матерью будущего епископа Торлакура Рунольфссона. Его сын Торгейр был дедом другого исландского епископа, что указывает на очень большое влияние семьи в то время как в религиозном, так и в политическом плане.

## Дом-музей
Самые старые сохранившиеся части дёрнового дома относятся к началу 19 в. Это довольно большой двор с 6 белыми фронтонами и 13 комнатами. Как и большинство церковных приходов, он был очень богатым. Здесь останавливались исландские знаменитости 19 века, например, Йоунас Хадльгримссон — романтик, родившийся в Трёлласкаги, поклонник творчества Гейне.
В некоторые комнаты, например, мастерские можно попасть только снаружи. Большинство остальных соединено коридором. В музейную часть входит также двухэтажный дом, построенный примерно в 1870 году, в котором находятся три полностью меблированные комнаты этого периода и кафе. В двух других комнатах выставлены также старые предметы домашнего обихода.

## Транспорт
Дом-музей находится напротив улицы Сёйдаркроуксбрёйт между Сёйдауркроукюром к северу и Вармахлидом к югу по Окружной дороге Исландии. К югу от Вармахлида, в Видимири, находится одна из последних дёрновых церквей в стране.